# Сукламфаа
Сукламфаа або Рамдхвадж Сінгха — цар Ахому. Його правління позначилось зростанням могутності Дебери Брбаруа та початком десятирічного періоду політичної нестабільності, під час якого правителі часто змінювались, а країну стрясали постійні громадянські конфлікти.